# Sheraton

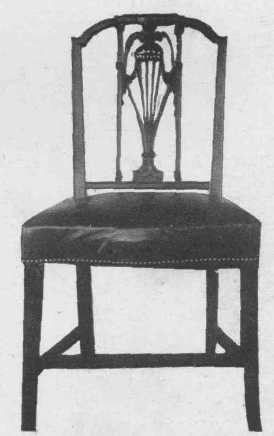
Ein Stuhl im Sheraton-Stil.

Der Sheraton-Stil ist ein sehr feingliedriger englischer Möbelstil, der nach seinem Urheber und Designer Thomas Sheraton (1751–1806) benannt ist. Er ist zeitlich im späten 18. und frühen 19. Jahrhundert einzuordnen.
Obwohl Thomas Sheraton oft als Schreiner bezeichnet wurde, dürfte es heute als gesichert gelten, dass Sheraton wahrscheinlich niemals selbst Möbel tatsächlich herstellte. Sheraton selbst bezeichnete sich immer lediglich als „Musterzeichner für Ornamente und Möbel“. Er hat einige Bücher publiziert, die später nachhaltig den zeitgenössischen Möbelstil beeinflussten: The Cabine-Maker and Upholsterer’s Drawing Book, erschienen in Fortsetzungen zwischen 1791 und 1794 (wurde dann 1794 auch erstmals auf Deutsch in Leipzig veröffentlicht), The Cabinet Dictionary (1803), Cabinet-Maker, Upholsterer and General Artist’s Encyclopaedia (1805). Sheraton orientierte sich stark am Louis-seize-, Directoire- und ganz besonders am Adams Style, der stark klassizistisch beeinflusst war.
Sheratons Möbelentwürfe zeigen Möbel in schlichten Formen mit schlanken geraden Beinen von quadratischem Querschnitt, an denen sich z. B. Verzierungen in Form einer Lyra, oder auch Girlanden, Urnen oder Vasen finden. Meist sind sie darüber hinaus mit streifenförmigen, schlichten Intarsien verziert. Er bevorzugte als Material Mahagoni, Rosewood (= Palisander; wird in Übersetzungen häufig fälschlich als Rosenholz bezeichnet) und Satinholz (= Seidenholz oder Atlasholz; das ist die Bezeichnung für tropische Hölzer aus West- und Ostindien, wie sie besonders im 18./19. Jh. beliebt waren, und deren glatte Fläche einen seidigen Glanz aufweist – daher der Name). Bei Sesseln wird der Sheraton-Stil in erster Linie von den durchbrochenen Rückenlehnen getragen.
Regiert wurde England zur Zeit Sheratons von Georg III., daher nennt man den Sheraton-Stil auch oft Georgian Style (Late Georgian).